# يوبيلييني
يوبيلييني (بالروسية: Юбилейный) هي إحدى مدن روسيا في الكيان الفدرالي الروسي موسكو أوبلاست.